# Glyphonycteris sylvestris
Glyphonyctère sylvestre
Espèce
Répartition géographique
Statut de conservation UICN

 LC  : Préoccupation mineure
Glyphonycteris sylvestris, le Glyphonyctère sylvestre, est une espèce sud-américaine de chauves-souris de la famille des Phyllostomidae.

## Description
Glyphonycteris sylvestris a une longueur de la tête et du corps comprise entre 55 et 70 mm, une longueur de l'avant-bras entre 37 et 43 mm, une longueur de la queue entre 8 et 15 mm, une longueur du pied entre 11 et 12 mm, une longueur des oreilles entre 20 et 22 mm et un poids allant jusqu'à 11 g.
La fourrure est longue, duveteuse et avec des poils tricolores individuels. Les parties dorsales sont brun grisâtre foncé, tandis que les parties ventrales sont jaune brunâtre ou gris clair. Le museau est allongé, équipé d'une feuille nasale lancéolée dont la partie antérieure est large et séparée de la lèvre supérieure. Sur le menton se trouve un sillon longitudinal entouré d'un coussinet charnu en forme de « V ». Les oreilles sont grandes, séparées les unes des autres, triangulaires et pointues. Le tragus est petit, triangulaire et pointu. La queue est courte et est entièrement incluse dans la membrane interfémorale. Le calcar est plus court que le pied.
Le caryotype est 2n=22 FNa=40.

## Répartition
Glyphonycteris sylvestris est présente au Mexique dans les États occidentaux de Nayarit et Veracruz, dans l'est du Honduras et du Nicaragua, dans l'ouest du Costa Rica, au Panama, dans le nord et l'est de la Colombie, au Venezuela, au Guyana, au Suriname, en Guyane, à l'est du Pérou, à l'ouest, au centre et au sud-est du Brésil, le nord de la Bolivie et l'île de la Trinité.
Il vit dans les forêts de plaine à feuilles caduques et sempervirentes jusqu’à 1 100 mètres d’altitude.

## Comportement

### Habitation
Glyphonycteris sylvestris se réfugie dans des groupes comptant jusqu'à 75 individus dans les cavités des arbres ou dans les grottes. Il peut vivre avec d'autres espèces généralement moins nombreuses.

### Alimentation
Il se nourrit de gros insectes comme les blattoptères, les libellules, les Phaneropterinae. La chasse a souvent lieu autour des cours d'eau, où les insectes sont pris sur les plantes ou sur le sol. Ceux-ci sont transportés dans une cachette avant consommation. Le régime est complété par des fruits.

### Reproduction
Selon quelques études, la reproduction a lieu pendant la saison des pluies.

## Classification
Le nom valide complet (avec auteur) de ce taxon est Glyphonycteris sylvestris Thomas, 1896.
Ce taxon porte en français le nom vernaculaire ou normalisé suivant : Glyphonyctère sylvestre.
Glyphonycteris sylvestris a pour synonyme :
- Micronycteris sylvestris (Thomas, 1896).

### Étymologie
En taxonomie, le mot sylvestris est employé comme épithètes spécifiques pour nommer de nombreuses espèces animales ou végétales rencontrées dans les forêts.